# ستيوارت هندرسون
ستيوارت هندرسون (بالإنجليزية: Stewart Henderson)‏ (5 يونيو 1947 في المملكة المتحدة - ) هو لاعب كرة قدم بريطاني في مركز الدفاع. لعب مع برايتون أند هوف ألبيون وتشيلسي ونادي ريدنغ.